# Cidadela de Arbil
A Cidadela de Arbil (em curdo: قه‌ڵای هه‌ولێر; romaniz.: Qelay Hewlêr; em árabe: قلعة أربيل) é um tel que constitui o centro histórico da cidade de Arbil, no Iraque. Acredita-se que esta região é a mais antiga continuamente habitada do mundo.
A mais antiga evidência de ocupação da cidadela data ao século V a.C. mas os primeiros assentamentos podem ter sido mais antigos. A primeira fonte histórica a citar a região são as tábuas de Ebla, por volta de 2 300 a.C. e ganhou uma importância particular durante o Império Neoassírio. Durante o Império Sassânida e do Califado Abássida, Arbil foi um importante centro do Cristianismo. Após a captura da cidade pelo Império Mongol em 1258, a importância de Arbil decaiu. Durante o século XX a estrutura urbana foi significantemente modificada, com um grande número de casas e prédios públicos destruídos.

## História

### Pré-história
O local da cidadela mantem-se ocupado desde o Período Neolítico, pois há fragmentos de cerâmica com datação deste período encontrados na região. Evidência clara da ocupação vem da Idade do Cobre, com cerâmicas provenientes dos períodos Ubaid e Uruque em Jazira (Mesopotâmia Superior) e no sudeste da Turquia, respectivamente. Graças a estas evidências, a cidadela tem sido considerada a região mais antiga continuamente habitada do mundo

### Registros históricos
Arbil aparece pela primeira vez na literatura por volta de 2 300 a.C. nos arquivos de Ebla. De acordo com Giovanni Pettinato, ela é mencionada em duas tábuas como Irbilum.
Mais tarde, Erridupizir, rei de Gutium, capturou a cidade em 2 200 a.C.
NO final do terceiro milênio a.C., Arbil é mencionada nos registros históricos do período de Ur III como Urbilum. O rei Sulgi destruiu Urbilum no seu quadragésimo terceiro ano regencial, e durante o reinado de seu sucessor Amar-Sim, Urbilum foi incorporada ao estado de Ur III. No século XVIII a.C., Arbil aparece na lista de cidades que foram conquistadas por Samsiadade I da Alta Mesopotâmia e Dadusa de Esnuna durante a campanha contra a terra de Qabra. Samsiadade instalou guarnições em todas as cidades da terra de Urbil. Durante o segundo milênio a.C., Arbil foi incorporada à Assíria. Arbil serviu como ponto de partida para as campanhas militares contra o leste.

### Do período Neoassírio aos Sassânidas
Arbil foi uma cidade importante durante o Período Neoassírio. A cidade tomou parte na grande revolta contra Samsiadade V que acabou com a sucessão de Salmaneser III. Durante o período Neoassírio, o nome da cidade foi escrito como Arbi-Ilu, significando "Quatro Deuses". Arbil foi um importante centro religioso que foi comparado a cidades como Babilônia e Assur. A sua deusa Istar de Arbil foi uma das principais deidades da Assíria, geralmente chamada de Istar de Nínive. O seu santuário foi reparado pelos reis Salmaneser I, Assaradão e Assurbanípal. Assurbanípal provavelmente permaneceu em Arbil durante parte de seu reinado e recebeu três enviados de Rusa II de Urartu.
Após o fim do Império Assírio, Arbil foi primeiramente controlada pelos Medas e então incorporada ao Império Aquemênida antes de se tornar parte do império de Alexandre o Grande após a Batalha de Gaugamela, que foi travada em 331 a.C. O Império Romano e o Império Parta lutaram para obter o controle de Arbil ou Arbira, como era conhecida no período, e a cidade tornou-se um importante centro do Cristianismo. Durante o período Sassânida, Arbil foi usada como sede do governo. Em 340, os cristãos de Arbil foram perseguidos e em 358, o governador tornou-se mártir quando converteu-se à Cristandade. Uma escola Nestoriana foi fundada em Arbil pela Escola de Nísibis em cerca de 521. Durante este período, Arbil foi também local de um templo de Zoroastrismo.

### Da Conquista Muçulmana à Ascensão dos Otomanos

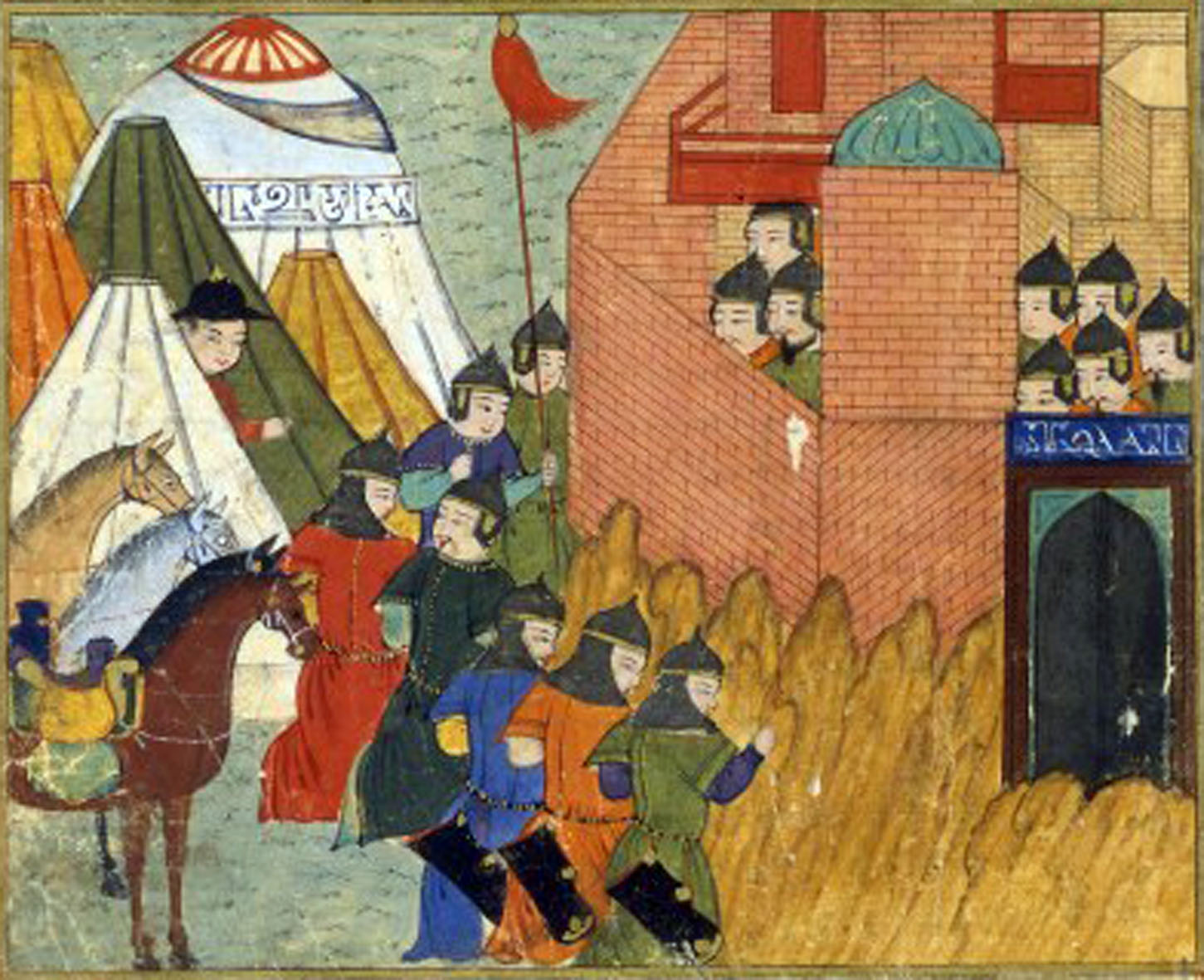
Ilustração do século XV sobre o cerco de Arbil em 1258

Arbil foi conquistada pelos muçulmanos no século VII. A cidade permaneceu um importante centro cristão até ao século IX, quando o bispo de Arbil moveu seu trono para Moçul. Da primeira metade do século XII até 1233, Arbil foi local de reinado dos begueteguinidas, um povo da dinastia turcomena que floresceu de um local entre os reinos de Zengui. Almozafar ibne Goqueburi, da segunda dinastia begueteguinida, criou uma cidade mais inferior em volta da cidadela e construiu hospitais e madraças. Goqueburi morreu em 1233 sem herdeiros e o controla da cidade de Arbil passou ao abássida Almostancir I após ter cercado a cidade.
Quando o Império Mongol invadiu o Leste no século XIII, eles atacaram Arbil pela primeira vez em 1237. Eles pilharam a cidade inferior mas tiveram que bater em retirada antes de uma aproximação do exército do califa e antes de tomarem a cidadela. Após o Cerco de Bagdá de Hulagu Cã em 1258, eles retornaram a Arbil e obtiveram sucesso em capturar a cidadela após um cerco de no mínimo 6 meses. Hulagu então escolheu um governador cristão para a cidade e houver uma grande imigração de Jacobitas, que receberam a permissão de construir uma igreja.
O tempo passou e a perseguição a cristãos, judeus e budistas começou em 1295 sob reinado do emir Nauruz. Isso aconteceu logo no começo do reinado do ilcã Gazã. Em 1297, após se sobrepujar à forte influência de Nauruz, Gazã pôs fim a estas perseguições.
Durante o reinado do ilcã Öljeitü os habitantes cristãos se mudaram para a cidadela a fim de fugir das perseguições. Na primavera de 1310, o governador da região, Maleque tentou tomar a região com ajuda dos curdos. Apesar dos esforços de Yahballaha III para impedir a queda, a cidadela foi tomada pelas tropas do Ilcanato e pelos curdos em 1 de julho de 1310 e todos os defensores foram massacrados, inclusive todos os cristãos da cidade inferior. 
Durante o Império Otomano, Arbil foi parte da Província de Bagdá, que foi estabelecida em 1535. Em 1743 a cidade foi mantida por pouco tempo sob o Império Afexárida do governante Nader Xá após um cerco de cerca de 60 dias. Um entalhe de 1820 mostra que tanto a cidade inferior quanto a cidadela estavam ocupadas. Maomé Cor, um bei local curdo, de Rauandiz, controlou Arbil por um curto período em 1862. Em 1892, a cidade contava com aproximadamente 3 000 habitantes, sendo uma parte formada por judeus.

## Idade Moderna
Durante o século XX, a cidadela testemunhou mudanças importantes nos níveis urbano e social. Uma torre de água de 15 m foi levantada na cidadela em 1924, provendo aos habitantes água potável, mas também causou dano às fundações das construções ao redor, devido a vazamentos. O número de habitantes foi declinando gradualmente pois a cidade aos pés da cidadela crescia e os habitantes mais ricos se mudavam para lá, com casas modernas e jardins. Em 1960, mais de 60 casas, uma mesquita e uma escola foram demolidas para a construção de uma estrada ligando o norte ao sul. Alguns trabalhos de reconstrução aconteceram em 1979 no portão sul da cidadela e no hammam (banho turco). Em 2007, as 840 famílias restantes foram evacuadas da cidadela devido a um enorme projeto de restauração e preservação das características históricas da cidadela. Estas famílias receberam uma indenização. Somente uma família recebeu permissão de continuar vivendo na cidadela a fim de que não quebrassem os 8.000 anos de habitação constante do local. Em 2004, o Museu Têxtil Curdo abriu portas numa mansão restaurada no quarteirão sudeste da cidadela.

## Arquitetura

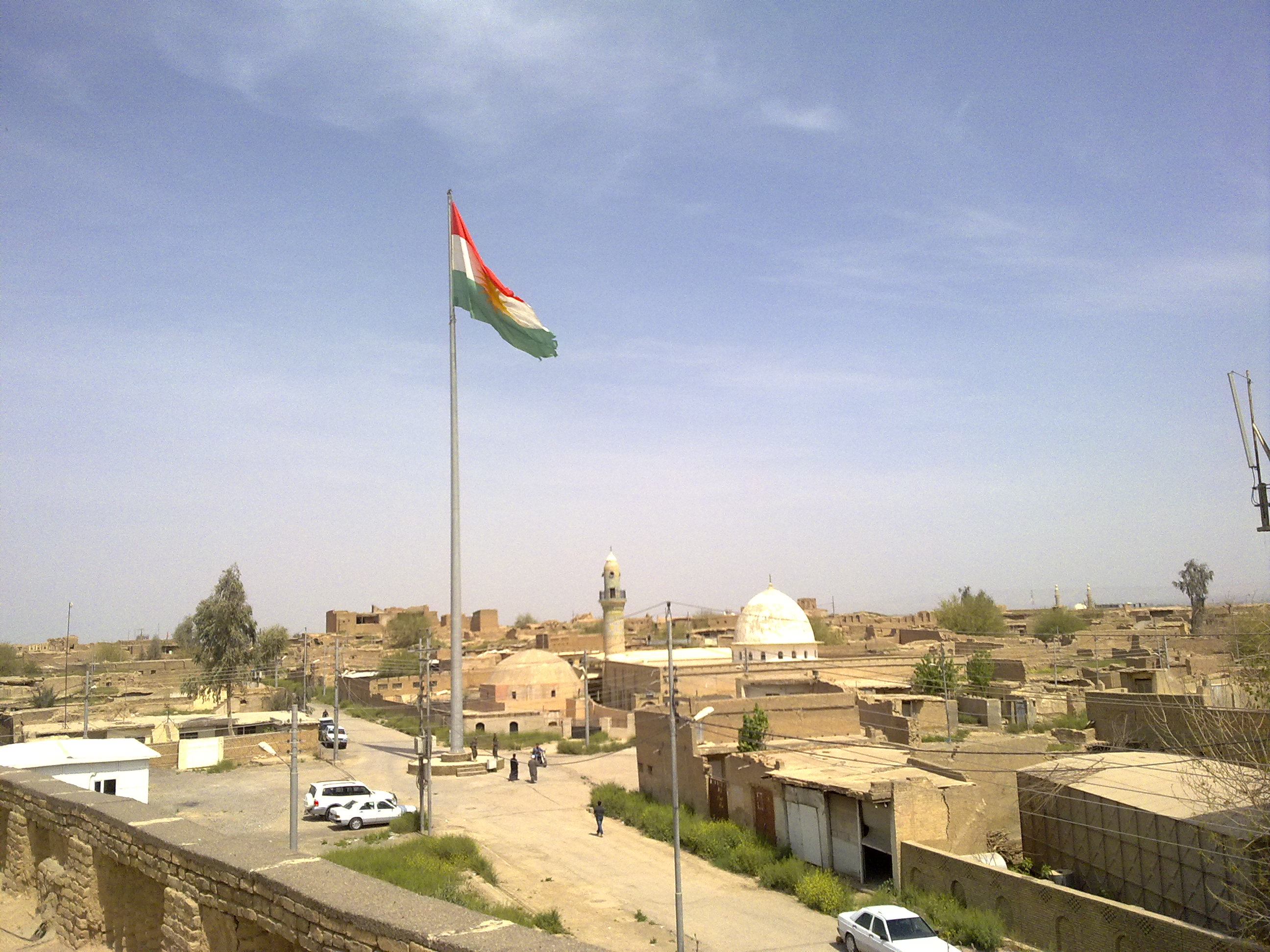
Casas no topo da cidadela

A cidadela está localziada em um monte, de forma oval, que possui entre 25 e 32m de altura. A área no topo do monte mede 430m x 340m e possui 102km2. O solo natural pode ser encontrado a uma profundidade de 36m abaixo da atual superfície. Três rampas, localizadas no norte, leste e sul do monte, levam aos portões no anel externo das casas. O portão sul era o mais velho e foi reconstruído pelo menos uma vez, em 1860 e demolido em 1960. O portão atual foi construído em 1979. O portão leste é chamado de Portão do Harém e era usado por mulheres. Ainda não se sabe ao certo quando o portão norte foi aberto. Uma fonte diz 1924, enquanto outra diz que em 1944 só havia dois portões - o sul e o leste.
Durante o início do século XX, havia três mesquitas, duas escolas, dois takyas e um hamame na cidadela. A cidadela também abrigou uma sinagoga até 1957. A única estrutura religiosa que ainda existe é a Mesquita Mulla Effendi, que foi reconstruída no início do século XIX. O hammam foi construído em 1775 por Qassim Agha Abdullah. Deixou de funcionar na década de 1970 e foi renovado em 1979, embora muitos detalhes originais foram perdidos.
Quando ainda estava ocupada, a cidadela foi dividida em três distritos ou almofalas: de leste para oeste - Serai, Takya e Topkhana. O Serai era ocupado por famílias nobres; Takya onde ficavam as casas dos dervixes, chamados de takyas; Topkhana local dos artesãos e agricultores. Um inventário realizado em 1920 mostra que naquela época a cidadela era dividida em 506 casas. Desde aquele tempo, o número de casas e habitantes foi diminuindo gradualmente. Por exemplo, em 1984 4.466 pessoas viviam em 375 casas e em 1995 tivemos um censo que mostrou que 1.631 habitantes viviam em 247 casas. As ruas tinham entre 1 e 2.5m de largura, com comprimento de 300m as maiores e entre 30m e 50m as menores.
A muralha da cidadela não é uma fortificação contínua, mas consiste de fachadas de aproximadamente 100 casas que foram construídas uma sobre a outra. Por terem sido construídas próximas, muitas foram reforçadas a fim de prevenir qualquer tipo de colapso. Havia cerca de 30 cidades-palácios; a maioria situada ao longo do perímetro da cidadela. A casa mais antiga ainda existente pode ser datada facilmente pois possui uma inscrição de 1893. As casas mais velhas podem ser encontradas no lado sudeste, já que as casas do perímetro norte datam dos anos 1930-1940.

## Pesquisa e restauração

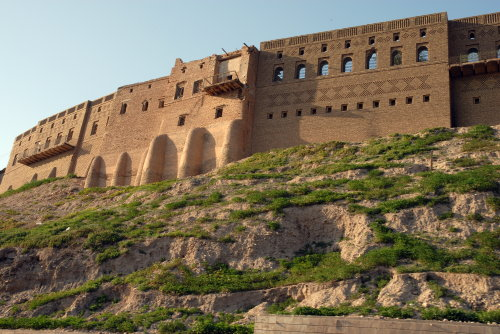
Fachadas restauradas do perímetro sul da cidadela

Em 2006 e 2007, uma equipe da Universidade da Boêmia Oeste, em conjunto com a Universidade de Saladino em Arbil, fizeram uma pesquisa extensa de toda a cidadela. Como parte deste projeto, mensuramentos geodésicos da cidadela foram tomados e combinados com imagens de satélite, imagens fotográficas e fotografias aéreas a fim de criar um mapa e um modelo tridimensional do monte e das casas em seu topo. A prospecção geofísica foi feita em algumas áreas da cidadela a fim de detectar traços de arquitetura mais antiga enterrada sobre as atuais casas. Pesquisas arqueológicas incluíram arqueologia de campo na porção oeste e escavação na porção leste da cidadela.
Uma tumba neoassíria foi encontrada aos pés da cidadela durante as atividades de construção de 2009. Logo após foi escavada pelo Serviço de Antiguidades local e por arqueólogos do Instituto Alemão de Arqueologia (DAI). A tumba foi pilhada na antiguidade mas ainda continha cerâmicas datando dos séculos VII e VIII a.C. A cooperação entre o Serviço de Antiguidades e o DAI continuou depois, no mesmo ano, em uma investigação da tumba e de uma pequena escavação próxima, onde estudantes da Universidade de Saladino participaram. Estas investigações revelaram a presença de arquitetura com datação provável do Período Neoassírio, bem como a mais pertences dos séculos seguintes.

## UNESCO
A Cidadela de Arbil foi incluída na lista de Patrimônio Mundial da UNESCO graças a "seus documentos históricos iconográficos e escritos mostrarem a antiguidade dos assentamentos no local - um importante centro político e religioso Assírio - com achados arqueológicos e investigações que sugerem que os vários níveis da cidadela ainda preservam os assentamentos mais antigos."